# Lourival Assis
Lourival Rodrigues Assis Filho (Nova Viçosa, 3 febbraio 1984) è un ex calciatore brasiliano, di ruolo centrocampista.